# Aleksandar Trifunovič
Aleksandar Trifunovič (Belgrado, República Federal Popular de Yugoslavia, 30 de mayo de 1967) es un exjugador, y entrenador de baloncesto serbio. Actualmente es entrenador del KK Igokea de la Liga de baloncesto de Bosnia y Herzegovina.

## Trayectoria
Comenzó su carrera de asistente en el Estrella Roja de Belgrado, al que llegó a entrenar hasta 3 veces después como primer entrenador.
En febrero de 2007 accedió el puesto de primer entrenador del Lietuvos rytas y consiguió avanzar hasta la final de la Copa ULEB con el equipo lituano. Después dirigió a Panionios y a Spartak de san Petersburgo para regresar al Estrella Roja. Tres años más tarde, el entrenador serbio regresa a Vilnius
Trifunovic es un entrenador serbio que se labró un gran nombre en Lituania al liderar al Lietuvos Rytas al título de la ULEB Cup en la temporada 2006-07, llegando al Top16 de la Euroliga con ese mismo equipo un año después. Vencería en la final de la Copa ULEB al Khimki además de proclamarse campeón de la Liga Báltica en 2007.
Más tarde en 2011, entrenaría al Zalgiris Kaunas. El técnico serbio reemplazaría a Ilias Zouros para entrenar en Liga y Euroleague.
En 2013, entrenaría al BC Astana hasta 2015.

## Clubs como entrenador
- Estrella Roja de Belgrado: (2002–2003)
- Estrella Roja de Belgrado: (2004–2005)
- Lietuvos rytas (2006–2008)
- Panionios: (2008–2009)
- Spartak Saint Petersburg: (2009)
- Estrella Roja de Belgrado: (2009–2010)
- Lietuvos rytas (2010–2011)
- Žalgiris: (2011–2012)
- BC Astana: (2013–2015)
- Yeşilgiresun Belediyespor Kulübü: (2016-2017)
- Pınar Karşıyaka: (2017-2018)
- KK Igokea: (2019-Actualidad)

## Palmarés como entrenador
- Lithuanian League campeón (2012)
- Lithuanian Cup campeón (2012)
- 2× Baltic League campeón (2007, 2012)